# City Hall (Kingston upon Hull)
La City Hall è un edificio pubblico situato nella città britannica di Kingston upon Hull, nell'East Riding of Yorkshire, in Inghilterra.

## Storia
Situata in Queen Victoria Square, nel centro cittadino, la struttura fu progettata da Joseph Hirst in stile neobarocco e fu costruita dal 1903 al 1909. Non fu concepita come sede del consiglio comunale di Hull, dato che queste funzioni sono storicamente svolte dalla Guildhall. La City Hall fu adibita in origine a galleria d'arte, poi rimossa e trasferita alla Ferens Art Gallery in Queen Victoria Square nel 1927. Lo spazio ottenuto dalla rimozione dei quadri fu utilizzato per ospitare la collezione archeologica di John Robert Mortimer nota come collezione Mortimer e l'area riaprì come Mortimer Museum.
L'edificio fu colpito da bombardamenti durante la seconda guerra mondiale, nel 1941, quando l'organo fu danneggiato. Fu riedificato e nel 1951 fu ripristinato l'organo. La collezione Mortimer fu trasferita al Transport and Archaeology Museum di High Street nel 1956. La City Hall fu sottoposta ad ammodernamenti nel 1986 e nel 1989.

## Utilizzo
La struttura ospita vari concerti e cerimonie di laurea di studenti dell'Università di Hull. Tra gli artisti esibitisi in questo edificio vi sono gli Who, che qui tennero un concerto il 15 febbraio 1970, e Liam Gallagher, esibitosi nella City Hall il 3 agosto 2019 per MTV Unplugged.